# Net City
Net City （ネットシティ） は、株式会社スマイル通販が2006年11月から運営開始したソーシャル・ネットワーキング・サービス(SNS)であり、趣味や嗜好・仕事関係などの構築をオンラインでサポートし、社会的ネットワークをインターネット上で構築するサイトである。会員登録や利用料金は無料。

## 参加方法
Net City は既に入会している会員からの招待状メールを受けないと利用登録ができない完全招待制のシステムだったが、2007年から招待状メールなしでも新規登録することが可能になった。

## 機能
Net Cityには、下記の機能が存在し、無料の登録を行うことで利用することができる。
プロフィール機能
顔写真や自己紹介を登録し、どんなことに興味を持っているかなどのプロフィールを作成することができたり、友人に対しての紹介文を登録できる機能。
日記機能
ブログのように日記を公開することができる機能。友人以外に日記を公開したくない場合は制限をかけることができる。
スケジュール機能
個人のスケジュールを登録することで手帳代わりに利用することができる機能。
コミュニティ機能
共通の趣味などを通じて情報交換等を行う掲示板を作成・参加することができる機能。
メール機能
Net City 会員同士で連絡する場合にはNet City内のメール機能を利用できる。コミュニティ参加のお知らせや友人からの紹介文記載時など、パソコンに設定されている電子メールクライアントでメッセージを受信することも可能。
モバイル機能
Net City でのすべての機能がモバイルからも利用できる機能。